# LS IV-14 116
LS IV-14 116 – podkarzeł należący do typu widmowego B (gorący podkarzeł), oddalony od Ziemi o około 2000 lat świetlnych. Ma najwyższą zawartości cyrkonu ze wszystkich znanych dotąd gwiazd.
Zawartość cyrkonu w gwieździe jest 10 000 razy wyższa niż w Słońcu – jeden atom cyrkonu przypada na około 200 000 innych atomów. LS IV-14 116 cechuje także znacznie wyższa zawartość innych metali. Szacuje się, że koncentracja strontu, germanu i itru jest od 1000 do 10 000 razy wyższa niż w innych gwiazdach.
Według naukowców, cyrkon skoncentrowany jest w białych chmurach, porównanych obrazowo do ziemskich stratusów, unoszących się w fotosferze gwiazdy nad jej niebieską powierzchnią.